# Allianz von Herrenhausen

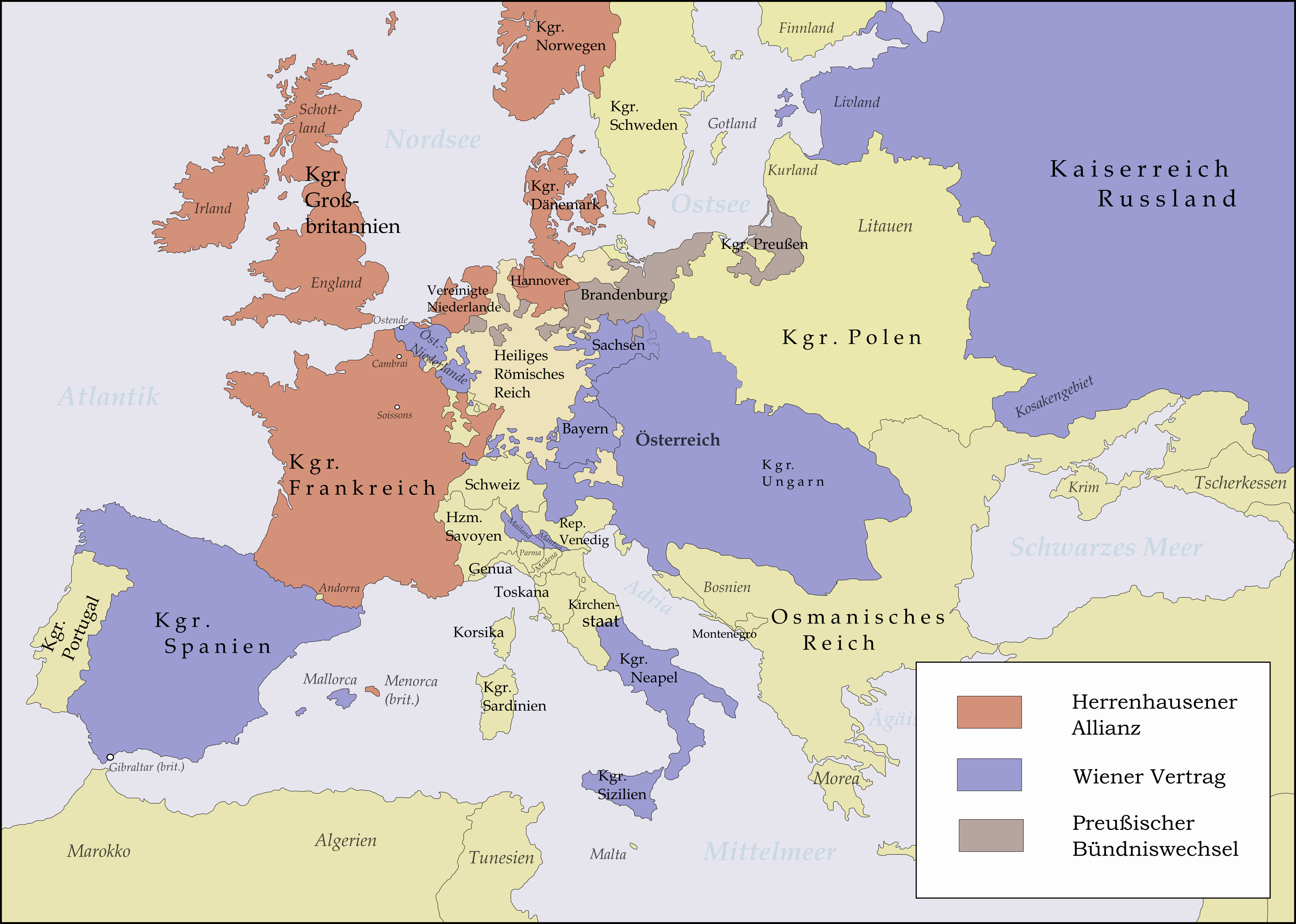
Die Partner der Herrenhausener Allianz (Rot) und diejenigen des Wiener Vertrages (Blau) 1725/30

Die Allianz von Herrenhausen war ein Bündnis zwischen dem Königreich Frankreich, dem Königreich Großbritannien und Preußen-Brandenburg, welches am 3. September 1725 im hannoverschen Herrenhausen abgeschlossen wurde. Es entstand als Reaktion zum Abschluss des Vertrages von Wien zwischen dem Königreich Spanien und Österreich. Das Bündnis sollte die Sicherheit aller Beteiligten garantieren und gleichzeitig ein Erstarken Spaniens und Österreichs verhindern. Die Ostende-Kompanie sollte aufgelöst, die deutschen Protestanten geschützt und die preußischen Ansprüche auf Jülich-Berg durchgesetzt werden. Später traten auch die Vereinigten Niederlande und das Königreich Dänemark der Allianz bei. Zum Ausbruch eines drohenden Krieges zwischen den beiden Bündnissystemen (→ Englisch-Spanischer Krieg (1727–1729)) kam es allerdings nicht. Der Wiener Vertrag von 1731 löste die Bündniskonstellationen schließlich auf.